# 사랑, 그리고
《사랑, 그리고》(영어: Love, etc)는 줄리언 반스의 2000년 장편소설로, 작가의 1991년작 《내 말 좀 들어봐》의 속편이다. 전편의 10년 후를 다루고 있다. 속편의 제목은 《내 말 좀 들어봐》가 프랑스에서 영화화되었을 때 쓰였던 제목에서 따왔다. 대한민국에는 열린책들에서 신재실 번역으로 출간되었다.